# بیماری پاژه

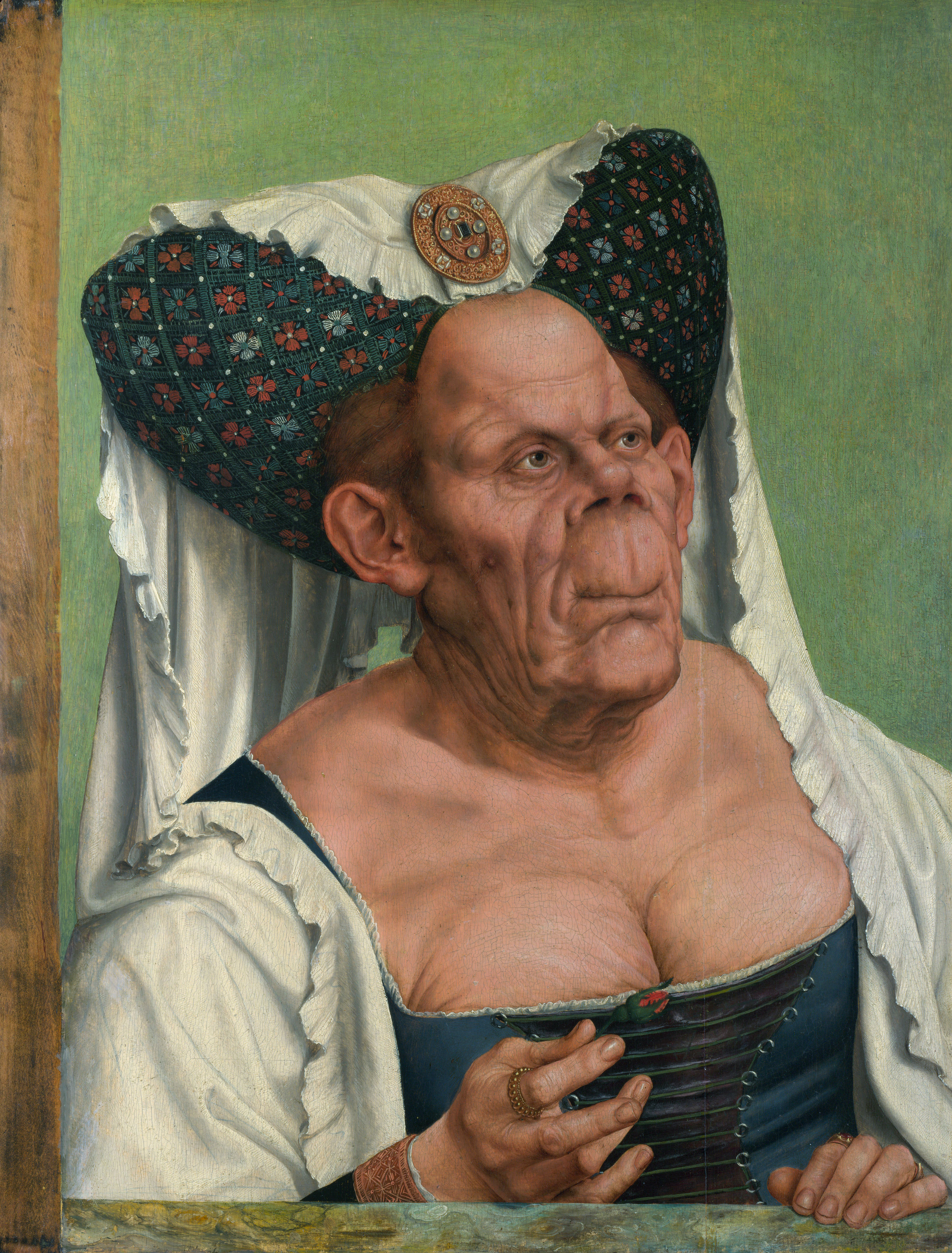
پرتره «دوشس زشت» کاری ازQuentin Matsys چهره شخص مبتلا به نوع نادری از بیماری پاژه را نشان می‌دهد.

بیماری پاژه استخوان (به انگلیسی: Paget's disease) دومین بیماری شایع استخوانی پس از پوکی استخوان است. مشکل اصلی در بیماری پاژه افزایش فعالیت استخوان‌شکنی (استئوکلاستی) استخوان است.
در این حالت، سلول‌های استخوان‌شکن (استئوکلاست‌ها) بیشتر، بزرگتر و فعالتر هستند. استخوان جدید با کیفیت پایین ساخته می‌شود. اکثر بیماران بدون علامت هستند و در عکس رادیوگرافی روتین یا به دلیل بالا بودن سطح آلکالن فسفاتاز سرمی تشخیص داده می‌شوند. ولی برخی بیماران درد استخوانی، بدشکلی استخوانی، شکستگی، آرتریت، سردرد، نارسایی قلبی و… دارند.
شایع‌ترین محل‌های درگیر لگن، مهره، جمجمه، درشت‌نی (تیبیا) و استخوان ران (فمور) هستند. پس از تشخیص، اسکن استخوان بهترین روش تعیین محل و وسعت ضایعه می‌باشد. درمان شامل درمان غیر دارویی (فیزیوتراپی)و درمان دارویی داروهای ضدجذب استخوان (بیس فسفوناتها) (مثل آلندرونیت) و مسکن‌ها است.

## شرح بیماری
بیماری پاژه استخوان (استئیت دفورمانس) یک بیماری استخوانی با پیشرفت تدریجی که مشخصه آن عبارتست از تخریب استخوانی و بازسازی استخوانی بیش از حد طبیعی. استخوان بازسازی شده شکننده و ضعیف است. پاژه یک بیماری سرطانی نیست. این بیماری معمولاً استخوان‌های جمجمه، ستون فقرات، ساق پا، و لگن را مبتلا می‌سازد. این اختلال در هر دو جنس دیده می‌شود ولی در مردان بالای ۴۰ سال شایع‌تر است.

## علایم شایع
مراحل اولیه
درد استخوانی خفیف یا بدون درد
در مراحل پیشرفته بیمار به‌طور مزمن
دچار درد (به خصوص هنگام شب)، بزرگ شدگی و تغییر شکل استخوان مبتلا، احساس درد با لمس ناحیه درگیر، و گرمی پوست روی استخوان مبتلا می‌باشد.
اختلال حرکت عضو مبتلا
انحنای ستون فقرات که اعصاب حسی را تحت فشار قرار می‌دهد.
بروز شکستگی با ضربه خفیف و التیام آهسته شکستگی با شکل غیرطبیعی

## علل
علت دقیق آن ناشناخته‌است. گاه سابقه خانوادگی بیماری وجود دارد.

## پیامدهای مورد انتظار
این بیماری هم‌اینک درمان‌ناپذیر به‌شمار می‌آید ولی علایم آن قابل تسکین یا کنترل است. این بیماری دارای یک سیر فروکش و شعله‌وری مکرر است که به‌طور پیشرونده تشدید می‌یابد. گاهی مفاصل مجاور ناحیه درگیر نیز مبتلا می‌شوند.
این بیماری طول عمر را کاهش می‌دهد ولی اکثر بیماران حداقل ۱۵–۱۰ سال پس از بروز بیماری زنده می‌مانند. تحقیقات علمی دربارهٔ علل و درمان این اختلال ادامه دارد.

## عوارض احتمالی
اختلال بینایی یا شنوایی در اثر فشار آوردن ناحیه درگیر جمجمه بر مغز
فشار خون بالا
سنگ کلیه
نقرس
سرطان استخوان
نارسایی احتقانی قلب در اثر افزایش فشار بر قلب ناشی از افزایش قابل ملاحظه جریان خون در استخوان‌های مبتلا
تشخیص بیماری پاژه ممکن است با پرکاری غده پاراتیرویید یا گسترش سرطان با منشأ پروستات، پستان یا مغز استخوان اشتباه شود.

## درمان
اصول کلی
بررسی‌های تشخیص ممکن است شامل رادیوگرافی استخوان مبتلا، آزمایش خون و ادرار برای تعیین سطح فسفاتاز قلیایی سرم و کلسیم ادرار و احتمالاً سی‌تی اسکن یا ام‌آرآی، و آزمون‌های شنوایی و بینایی در صورت درگیری استخوان جمجمه باشد.
بیشتر بیماران مبتلا به این اختلال به درمانی غیر از مسکن به‌طور گاهگاهی نیاز نخواهند داشت. گرم کردن ناحیه مبتلا با کمپرس گرم، گذاشتن در آب داغ یا با استفاده از لامپ‌های گرمایی برای تخفیف درد توصیه می‌شود. اگر تشک خواب سفت نیست، یک تخته چندلایه با ضخامت ۲سانتی‌متر زیر تشک قرار داده شود. شرایط منزل طوری طراحی شود تا حد امکان از پیشامد حوادث ناخواسته برای بیمار جلوگیری شود. در نزدیک وان حمام نرده‌هایی نصب شود تا با گرفتن دست به آن‌ها در حین حمام کردن از لیز خوردن جلوگیری شود. جراحی استخوان گاهی برای اصلاح بدشکلی استخوان یا درمان آرتریت ثانویه لازم می‌شود. در صورت بروز کاهش شنوایی ممکن است از سمعک استفاده شود. به ندرت آتل‌گیری در مورد نواحی شدیداً درگیر جهت جلوگیری از شکستگی آن‌ها ممکن است لازم گردد.
داروها
هورمون‌های زنانه و مردانه، فلورید، مسکن، کلسی‌تونین تزریقی، اتیدرونات یا داروهای سیتوتوکسیک ممکن است تجویز شود همه این درمان‌ها به تخفیف درد کمک می‌کنند ولی هیچ‌یک علاج‌بخش نیستند. برای تخفیف درد آسپیرین یا سایر داروهای ضدالتهابی غیراستروییدی کاربرد دارند.